# 1966 en Italie
Chronologie de l'Italie
- 1962
- 1963
- 1964
- 1965
- 1966
- 1967
- 1968
- 1969
- 1970

Cette page concerne l'année 1966 du calendrier grégorien.

## Chronologie
- 2 janvier : Franca Viola, la première femme italienne à refuser un « mariage réparateur », est libérée par la police[1].
- 21 janvier - 23 février : battu à la Chambre lors d’un vote sur l’école maternelle, Aldo Moro démissionne et forme un troisième gouvernement de centre gauche[2].
- 25 - 31 janvier : XIe congrès du parti communiste italien[3].

- 14 février : une enquête sur la place des femmes dans la société est publiée dans le journal étudiant La zanzara du lycée Parini de Milan. Un scandale d’ampleur nationale éclate[4].

- 26 mars : création groupe industriel Montedison par la fusion Montecatini - Edison. Il contrôle 80 % de la chimie italienne[5].

- 27 avril : mort à Rome d'un étudiant socialiste, Paolo Rossi, lors d’affrontements avec l'extrême droite[5].

- 2 mai : séminaire sur le positivisme juridique tenu à Pavie[6].
- 4 mai : Fiat conclut un important accord pour la construction d’une usine à Togliatti, en Union soviétique[5].
- 12 mai : loi réglementant les modalités de licenciement (loi sur la « juste cause »)[5].

- 30 octobre : le Parti social-démocrate italien fusionne avec le Parti socialiste italien pour former le Parti socialiste unifié[5].

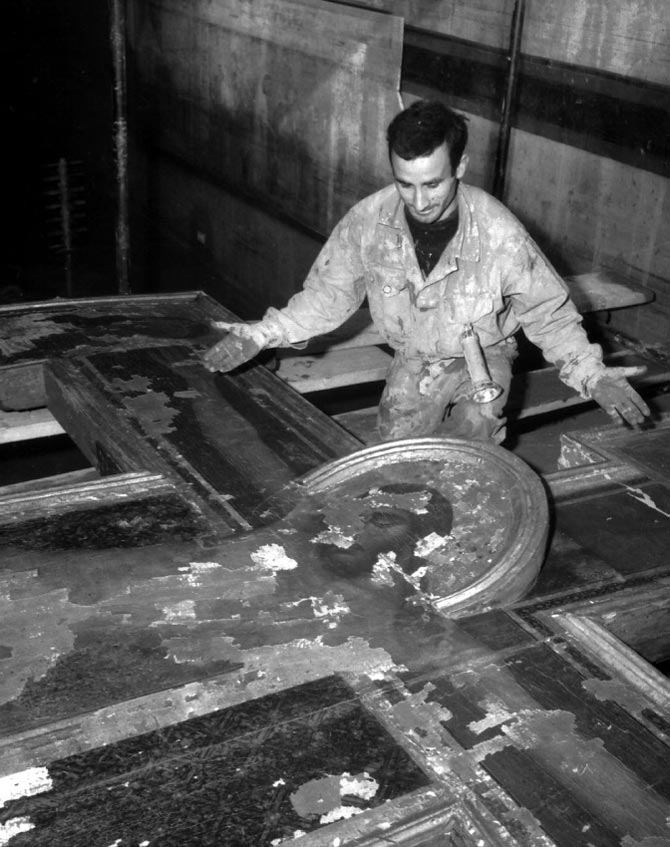
Le Crucifix de Cimabue endommagé par la crue de l'Arno.

- 4 novembre : inondations catastrophiques à Florence et à Venise[7].
- 17 décembre, Trapani : Filippo Melodia, le violeur de Franca Viola, qu'on voulait lui faire épouser en « réparation », est condamné à 11 ans de prison[5].

## Culture

### Cinéma
- 3 juillet : 11e cérémonie des David di Donatello.
- Box-office Italie 1966-1967

#### Films italiens sortis en 1966
- 23 décembre : Il buono, il brutto, il cattivo film de Sergio Leone

#### Autres films sortis en Italie en 1966
- 10 février : Signore & signori (Ces messieurs dames), film franco-italien de Pietro Germi
- 21 octobre : Trappola per l'assassino (Roger la Honte), film franco-italien réalisé par Riccardo Freda

#### Mostra de Venise
- Lion d'or pour le meilleur film : La Bataille d'Alger (La Battaglia di Algeri) de Gillo Pontecorvo
- Coupe Volpi pour la meilleure interprétation masculine : Jacques Perrin pour Un Uomo a metà de Vittorio De Seta
- Coupe Volpi pour la meilleure interprétation féminine : Natalya Arinbasarova pour Pervyy uchitel de Andrei Konchalovsky

### Littérature
- Dino Buzzati : Le K.
- Eugenio Montale : Xenia.

#### Livres parus en 1966
- Allegoria e derisione, de Vasco Pratolini

#### Prix et récompenses
- Prix Strega : Michele Prisco, Una spirale di nebbia (Rizzoli)
- Prix Bagutta : Manlio Cancogni, La linea dei Tomori, (Mondadori)
- Prix Campiello : Alberto Bevilacqua, Questa specie d'amore
- Prix Napoli : non décerné
- Prix Viareggio : Alfonso Gatto,  La storia delle vittime

## Naissances en 1966
- 7 mai : Andrea Tafi, coureur cycliste.
- 4 juin : Cecilia Bartoli, cantatrice mezzo-soprano.
- 7 octobre : Vincenzo Sospiri, pilote automobile.
- 23 octobre : Alessandro Zanardi, pilote automobile.
- 14 décembre : Fabrizio Giovanardi, pilote automobile.
- 23 décembre : Stefania Orlando, actrice, chanteuse, animatrice de télévision, animatrice de radio et mannequin.

## Décès en 1966
- 26 février : Gino Severini, 82 ans, peintre. (° 7 avril 1883)
- 3 mars : Alfonso Castaldo, 75 ans, cardinal, archevêque de Naples (° 6 novembre 1890).
- 17 mai : Raffaello Matarazzo, 56 ans, réalisateur, scénariste et producteur de cinéma. (° 17 août 1909)
- 8 septembre : Emilio Cecchi, 82 ans, écrivain, critique littéraire et critique d'art, traducteur, scénariste et producteur de cinéma. (° 14 juillet 1884)